# No me acuerdo
"No Me Acuerdo" é uma canção da cantora mexicana Thalía com a cantora dominicana Natti Natasha, sendo lançada 1 de junho de 2018 como primeiro single do décimo quarto álbum de estúdio de Thalía, Valiente. É uma canção pop latina e reggaeton, escrita por Óscar Hernández, Mario Cáceres, Jon Leone, Frank Santofimio e Yasmil Marrufo, e produzida por todos os acima mencionados, exceto Santofimio.
O videoclipe da música foi filmado em Manhattan, Nova York e foi lançado em 1 de junho de 2018. O clipe é sobre uma garota tendo uma noite louca e divertida com seus amigos, supostamente traindo seu parceiro, e então no dia seguinte fingindo não se lembrar de nada do que aconteceu no dia anterior.
O vídeo se tornou viral, acumulando mais de 1 bilhão de visualizações.

## Desempenho nas tabelas musicais

### Posições
| Chart (2018)                          | Maior posição |
| ------------------------------------- | ------------- |
| Argentina (Argentina Hot 100)         | 2             |
| Argentina (Monitor Latino)            | 2             |
| Bolívia (Monitor Latino)              | 1             |
| Billboard Latin Pop Songs             | 4             |
| Billboard Mexico Airplay              | 1             |
| Chile (Monitor Latino)                | 1             |
| Costa Rica (Monitor Latino)           | 3             |
| Equador (Monitor Latino)              | 3             |
| Equador (National-Report)             | 1             |
| El Salvador (Monitor Latino)          | 1             |
| Espanha (PROMUSICAE)                  | 5             |
| Guatemala (Monitor Latino)            | 1             |
| Internacionalmente (Monitor Latino)   | 2             |
| México (Monitor Latino)               | 1             |
| Nicarágua (Monitor Latino)            | 4             |
| Panamá (Monitor Latino)               | 5             |
| Paraguai (Monitor Latino)             | 8             |
| Peru (Monitor Latino)                 | 2             |
| Porto Rico (Monitor Latino)           | 5             |
| República Dominicana (Monitor Latino) | 7             |
| Uruguai (Monitor Latino)              | 1             |
| Venezuela (National-Report)           | 1             |

| Chart (2018)               | Posição |
| -------------------------- | ------- |
| Argentina (Monitor Latino) | 19      |
| Chile (Monitor Latino)     | 10      |
| México (Monitor Latino)    | 15      |

## Vendas e certificações
| Região | Certificação     | Vendas/distribuição |
| --- | ---------------- | ------------------- |
| Brasil (Pro-Música Brasil) | Platina          | 40.000^             |
| Espanha (AMPROFON) | 2× Platina       | 80.000^             |
| EUA (RIAA) | 14× Platina      | 240.000‡            |
| México (AMPROFON) | 4× Platinum+Gold | 270.000*            |
| *vendas baseadas apenas na certificação ^distribuições baseadas apenas na certificação ‡vendas+demandas baseadas apenas na certificação |                  |                     |